# Jelenia Góra
Jelenia Góra ([jɛˈlɛɲa ˈgura] ⓘ, deutsch: Hirschberg) (von 1927 bis 1945 Hirschberg im Riesengebirge; gebirgsschlesisch Herschbrig oder Herschbrich; tschechisch Jelení Hora, auch Hiršperk), ist eine Stadt in der Woiwodschaft Niederschlesien in Polen.

## Geographie
Die Stadt liegt in Niederschlesien im Hirschberger Tal an der Mündung des Zacken in den Bober am Fuß des Riesengebirges, das die Grenze zu Tschechien bildet, auf 342 m ü. NHN, rund 90 km südwestlich von Breslau und 70 km östlich von Görlitz. Sie gehört zur Euroregion Neiße und ist Sitz des Karkonoski Park Narodowy (Nationalpark Riesengebirge).

## Stadtgliederung
Die Stadtgemeinde Jelenia Góra umfasst eine Fläche von 109 km², rund 80.000 Einwohner und gliedert sich in folgende Stadtteile (dzielnice):
- Śródmieście – Innenstadt
- Cieplice Śląskie-Zdrój, auch Cieplice Zdrój (Bad Warmbrunn)
- Czarne (Schwarzbach)
- Goduszyn (Gotschdorf)
- Grabary (Hartau)
- Jagniątków (Agnetendorf) – Stadtteil
- Maciejowa (Maiwaldau)
- Sobieszów (Hermsdorf unterm Kynast, 1935–1945: Hermsdorf [Kynast])
- Strupice (Straupitz)
- Zabobrze (Sabors)
- Zatorze

sowie die Siedlungen (polnisch osiedle): Osiedle Orle, Osiedle Pomorskie, Osiedle Skowronków, Osiedle Widok, Osiedle XX-Lecia, Osiedle Zabobrze I, Osiedle Zabobrze II, Osiedle Zabobrze III und Osiedle Żeromskiego.

## Geschichte

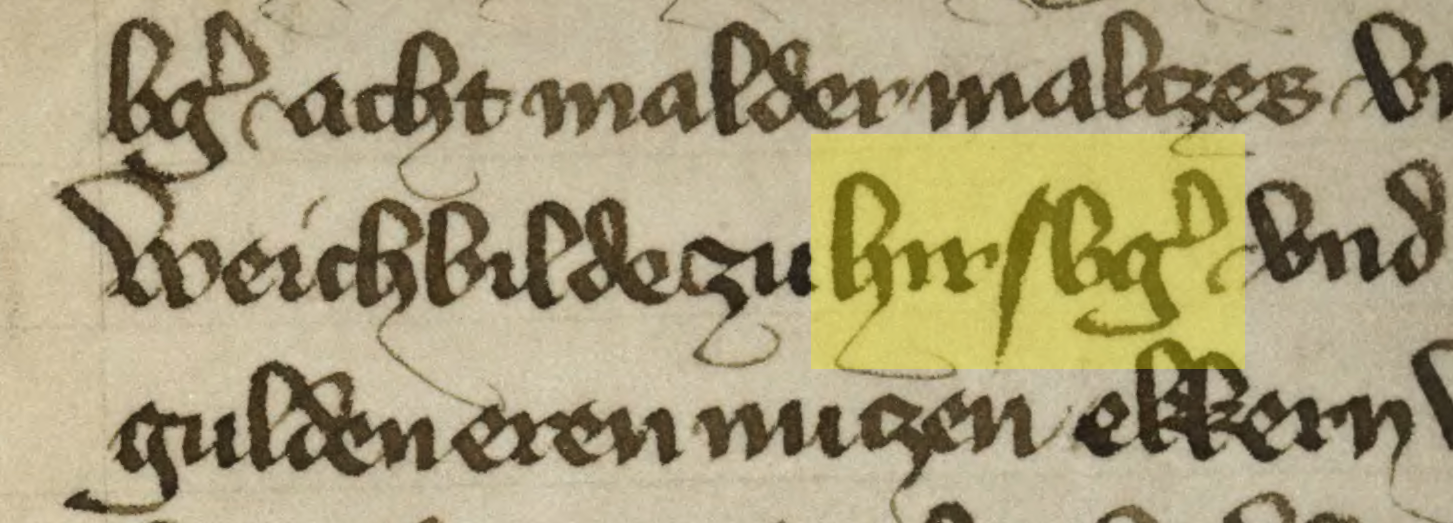
Erwähnung des Ortes als Hirsbg. in einem Dokument von Wenzel von Luxemburg von 1384

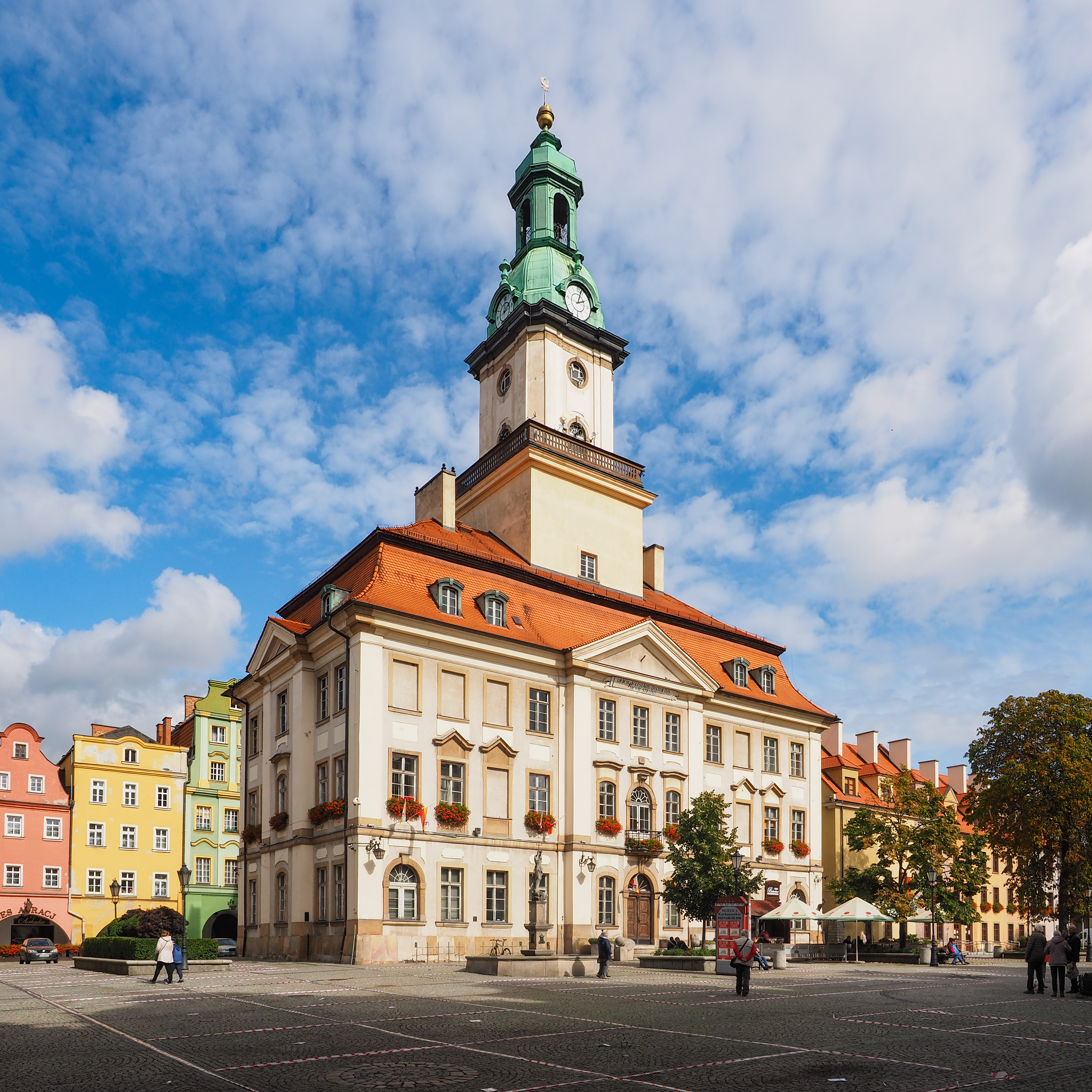
Hirschberger Rathaus am Ring, errichtet 1744–1747

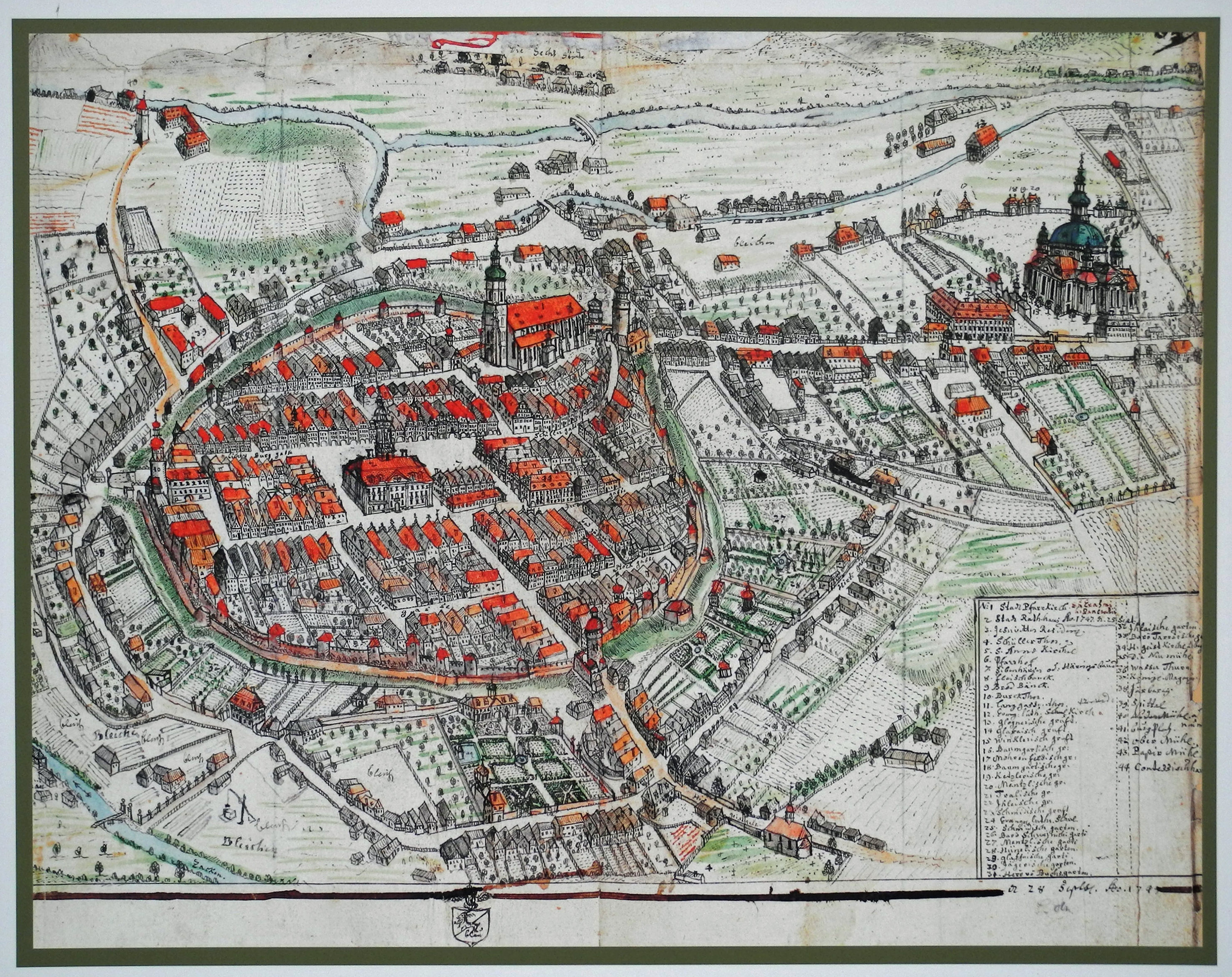
Ansicht von Hirschberg von Friedrich Bernhard Werner, 1747

Hirschberg wurde wahrscheinlich kurz vor 1281 auf herzoglichem Boden gegründet. Es gehörte damals zum Herzogtum Schweidnitz und war Mittelpunkt eines deutschen Rodungsbezirks. Erstmals erwähnt wurde es 1281 als „Hyrzberc“ in einer Urkunde, mit der Herzog Bernhard I. von Löwenberg († 1286) den Johannitern von Striegau einen Grund am Oberlauf des Flusses Zacken verlieh. Eine weitere Erwähnung erfolgte 1288 in einer Urkunde des Herzogs Bolko I., in der dieser „unseren Bürgern von Hyrzberc“ (lateinisch nostrorum civium Hyrsbergensium) die Errichtung einer Schenke in Warmbrunn erlaubte. Für das Jahr 1299 ist Hirschberg als Stadt (civitas) belegt.
Unter Herzog Bolko II. erhielt Hirschberg 1338 das Meilenrecht, 1355 das Salz- und Bergwerksrecht sowie die Freiheit von Abgaben im Handel mit Böhmen, 1361 das Waag- und Münzrecht und 1366 die gegenseitige Zollfreiheit mit Breslau. Nach dem Tod Herzog Bolkos II. 1368 erhielt seine Witwe Agnes von Habsburg zwar ein lebenslanges Nießrecht über das Herzogtum, das jedoch gleichzeitig als erledigtes Lehen an die Krone Böhmen fiel. 1377 erwarb die Stadt die Vogtei von Herzogin Agnes.

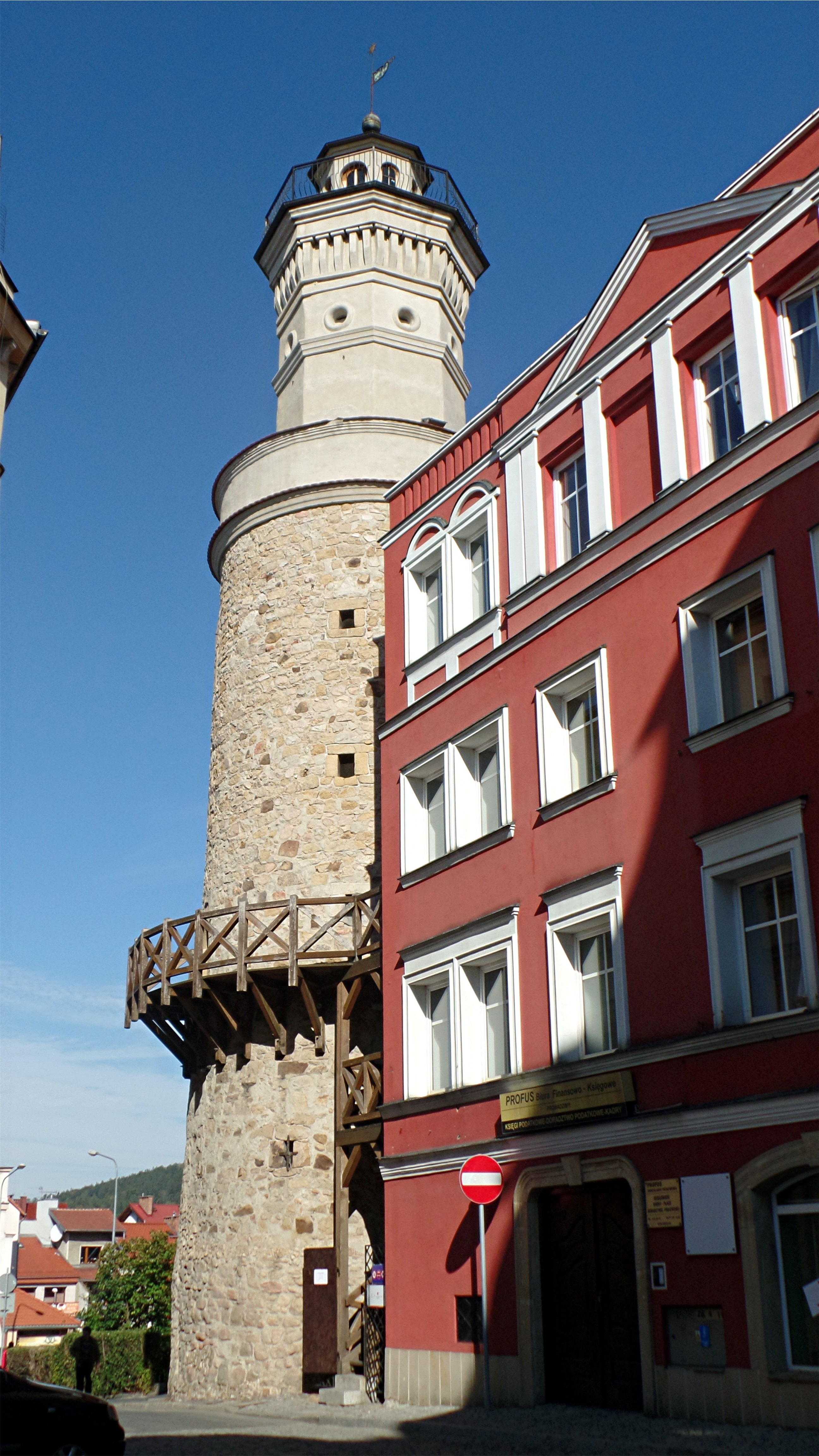
Burgtorturm als Aussichtsturm

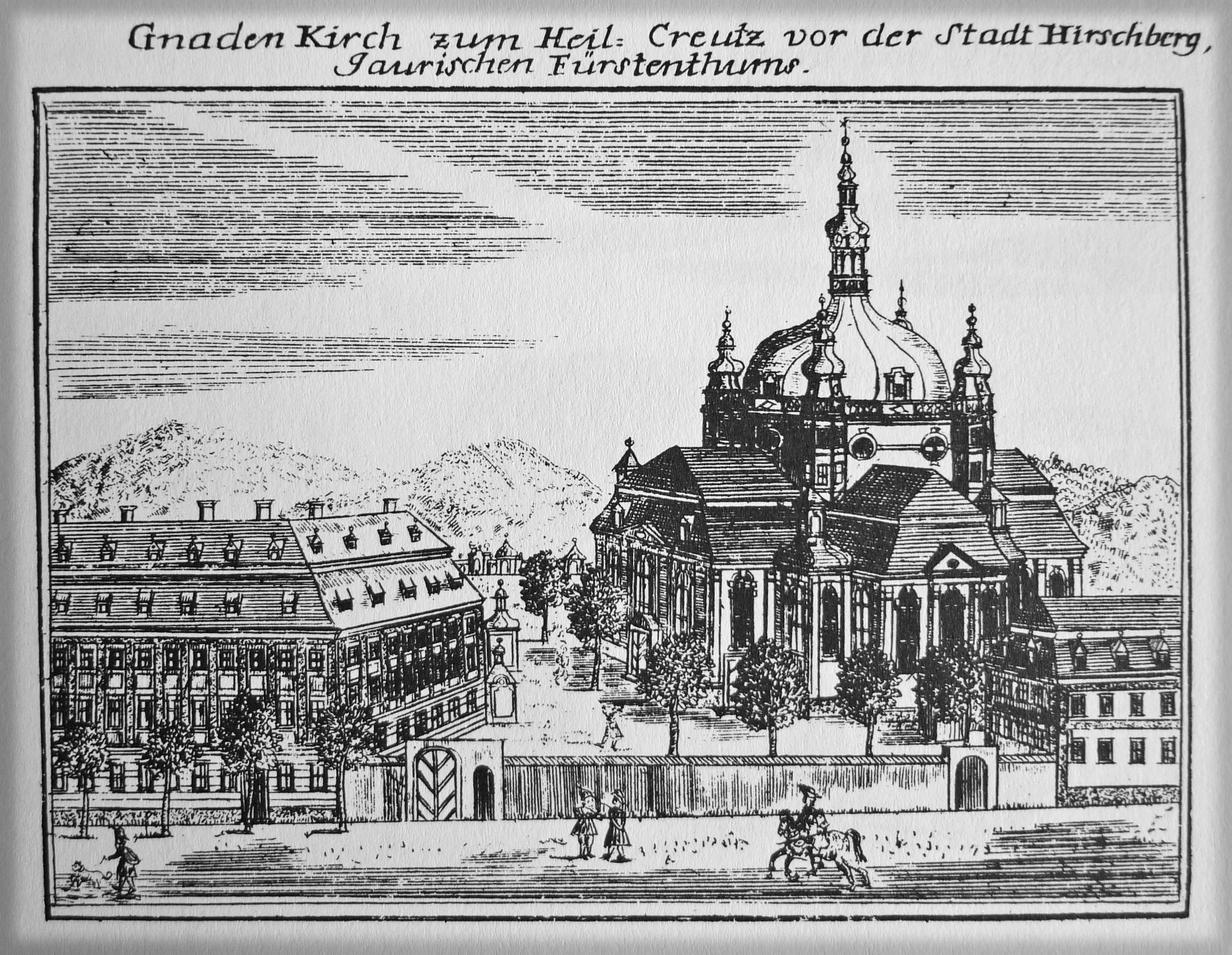
Die Hirschberger Gnadenkirche in einer Darstellung aus der Mitte des 18. Jahrhunderts

Zwischen 1395 und 1406 gehörte Hirschberg dem böhmischen Oberstburggrafen Johann Kruschina von Lichtenburg. Während der Hussitenkriege wurde die seit 1291 belegte Burg am Hausberg auf Geheiß des Landeshauptmanns zerstört. 1502 gewährte der böhmische König Vladislav II. der Stadt das Recht der freien Ratswahl, sein Nachfolger Ludwig II. 1519 die Abhaltung eines Jahrmarkts und Kaiser Ferdinand II. in seiner Eigenschaft als König von Böhmen 1532 einen zweiten Markt. Mit der Einführung der Reformation 1524 entwickelte sich Hirschberg zu einem wichtigen evangelischen Zentrum. In der Stadtkirche wurde evangelisch gepredigt und 1566 ein evangelisches Schulhaus errichtet.
Seit dem 17. Jahrhundert waren das Hirschberger Tal und Jauer Zentren der Leinenproduktion, insbesondere feiner Schleier, deren Herstellungsweise 1570 aus Holland importiert worden war und für die die Stadt von Ferdinand II. 1630 ein Privileg erhielt. Das Leinen wurde als Nebenerwerb von Kleinbauern, Frauen und Kindern in Heimarbeit hergestellt. In den Handelskontoren nahe den Gewässern wurden sie dann in Lagergewölben gebleicht und aufbewahrt. Während des Dreißigjährigen Kriegs wurde Hirschberg mehrmals belagert und zur Zahlung von Kontributionen verpflichtet. 1658 erfolgte die Gründung einer Kaufmannssozietät, die das Monopol auf den Leinenhandel hatte und die Qualität der Ware kontrollierte, was wesentlich zum wirtschaftlichen Aufschwung beitrug. Anfangs arbeiteten die Aufkäufer vorwiegend im Auftrag ausländischer Großhändler, doch konnten einige der Schleierherren bald eigene Niederlassungen im Ausland gründen. Zu den Hauptabnehmern der Ware zählten England, Italien, Spanien, Holland, Frankreich, Russland und das Habsburgerreich. Die Handelsherren ließen aufwendige Handelshäuser errichten und erwarben auch Landgüter in der Umgegend.
Trotz der verordneten Rekatholisierung konnte aufgrund der Altranstädter Konvention vor den Toren der Stadt 1708–1718 eine evangelische Gnadenkirche errichtet werden, die im Wesentlichen von den Hirschberger Kaufmannsfamilien finanziert wurde.
Die Errichtung des Hirschberger Gymnasiums war ebenfalls gleich nach der Altranstädter Konvention 1707 in Angriff genommen worden. Das Lyzeum wurde 1709 gegründet und 1712 in eine Gelehrtenschule umgewandelt. Eine Umgestaltung zu einem Humanistischen Gymnasium begann dann zu Beginn des 19. Jahrhunderts.

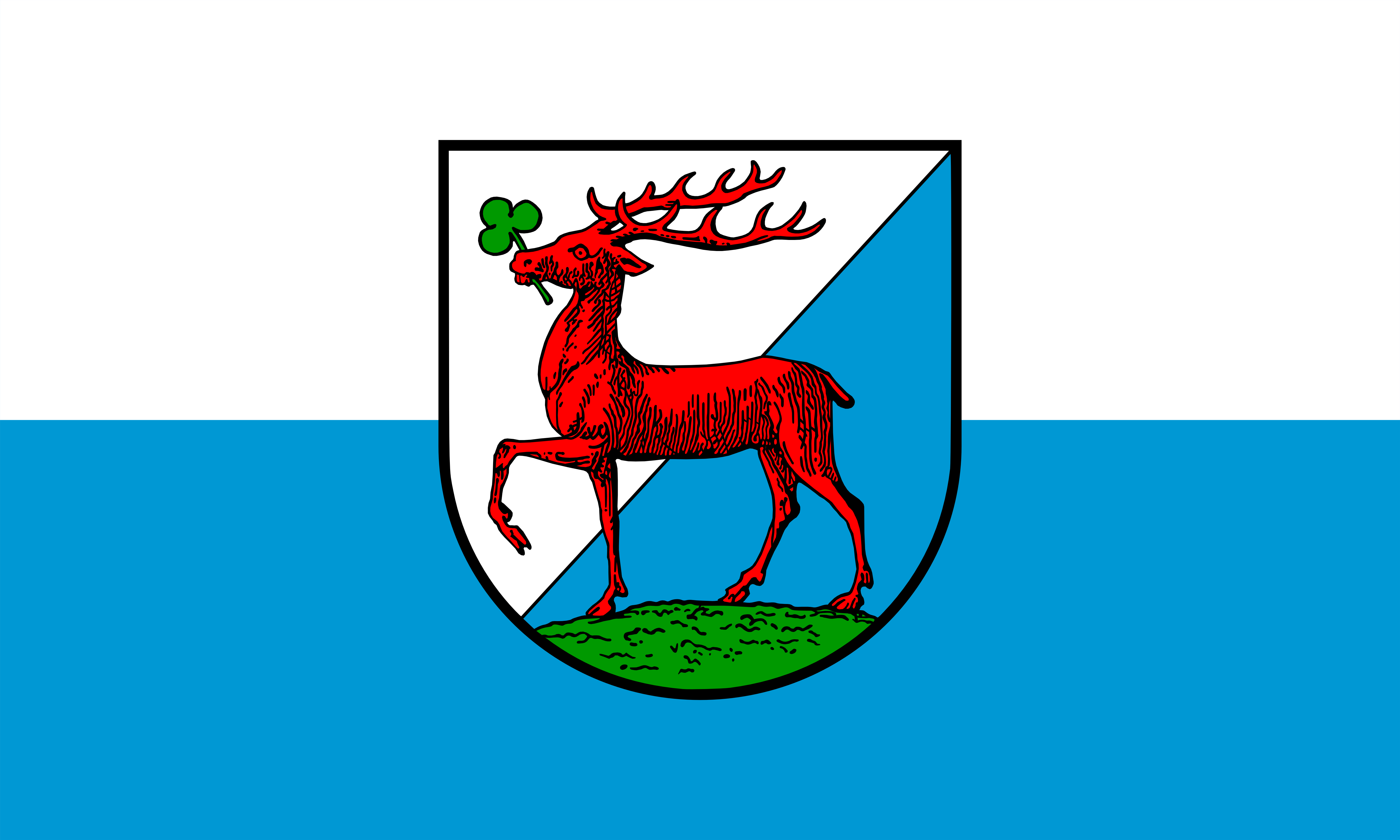
Flagge der Stadt Hirschberg

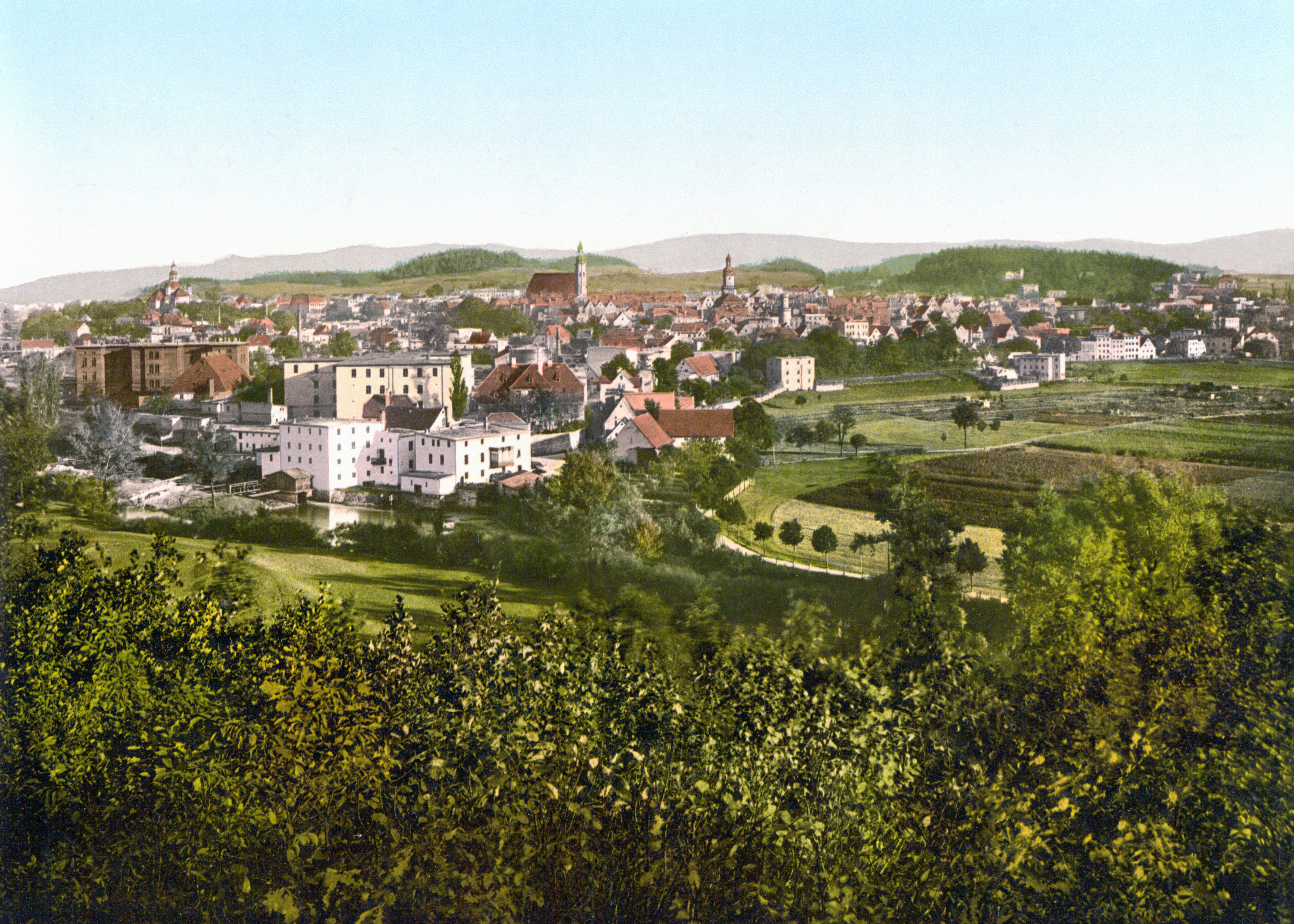
Hirschberg um 1895

Nach dem Ersten Schlesischen Krieg fiel Hirschberg wie fast ganz Schlesien an Preußen. Die damit verbundene Abtrennung der böhmischen und österreichischen Handelsmärkte führte zu einem beträchtlichen Einbruch der Leinen- und Schleierweberei, die seit dem 16. Jahrhundert florierte und der Stadt zu einer wirtschaftlichen Blüte und Reichtum verholfen hatte. Auch der Import von Baumwolle trug zum Niedergang der Heimproduktion bei, ferner die napoleonische Kontinentalsperre und die Gründung der Erdmannsdorfer Fabrik durch die Preußische Seehandlung 1840.
Nach der Neugliederung Preußens gehörte Hirschberg seit 1815 zur Provinz Schlesien und war ab 1816 Sitz des Landkreises Hirschberg im Regierungsbezirk Liegnitz.
Durch die Industrialisierung im 19. Jahrhundert entstanden neben der Leinenindustrie Maschinen-, Papier- und Zementfabriken sowie Mehl- und Schneidemühlen. Mit dem Eisenbahnanschluss 1866 nach Görlitz und Berlin und ein Jahr später nach Waldenburg und Breslau entwickelte sich Hirschberg zu einem beliebten Ausflugs- und Touristenort. Im Hirschberger Tal entstanden im 19. Jahrhundert etwa 30 teils große Schlösser, etwa das von Prinz Wilhelm von Preußen oder das Schloss Fischbach in Fischbach, das Schaffgotsch-Palais Bad Warmbrunn, das Schloss Schildau in Schildau (einst im Besitz von Prinzessin Luise von Preußen). Am Anfang des 20. Jahrhunderts hatte Hirschberg eine evangelische und vier katholische Kirchen, eine Synagoge, ein Gymnasium, ein Waisenhaus, eine Handelskammer und war Sitz eines Landgerichts.
Seit dem 1. April 1922 bildete die Stadt Hirschberg einen eigenen Stadtkreis im Regierungsbezirk Liegnitz der preußischen Provinz Schlesien des Deutschen Reichs. 1924 wurde der Gutsbezirk Hartau, 1928 der Gutsbezirk Schwarzbach aus dem Landkreis in die Stadt eingegliedert. Am 9. Juli 1927 erhielt die Stadt Hirschberg, die bisher auch den Zusatz i. Schles. trug, die neue Bezeichnung Hirschberg im Riesengebirge, wobei sich bald die amtliche Schreibweise Hirschberg i. Rsgb. durchsetzte. 1934 wurde eine Hochschule für Lehrerbildung aus Halle hierher verlagert, die bis 1941 bestand und zunächst im seit 1931 bestehenden Neubau des Gymnasiums im Kramstaweg (heute: Hochschule in der ul. Nowowiejska 3) unterkam. 1934 wurden vier jüdische Bürger in der Nähe der Halben Meile ermordet. 1936 ging eine Zellwollefabrik in Betrieb. Im Zweiten Weltkrieg wurde in Hirschberg ein Außenlager des KZ Groß-Rosen errichtet und von Februar bis Mai 1945 wurden Gefangene des Nacht-und-Nebel-Erlasses im Landgerichtsgefängnis Hirschberg inhaftiert.

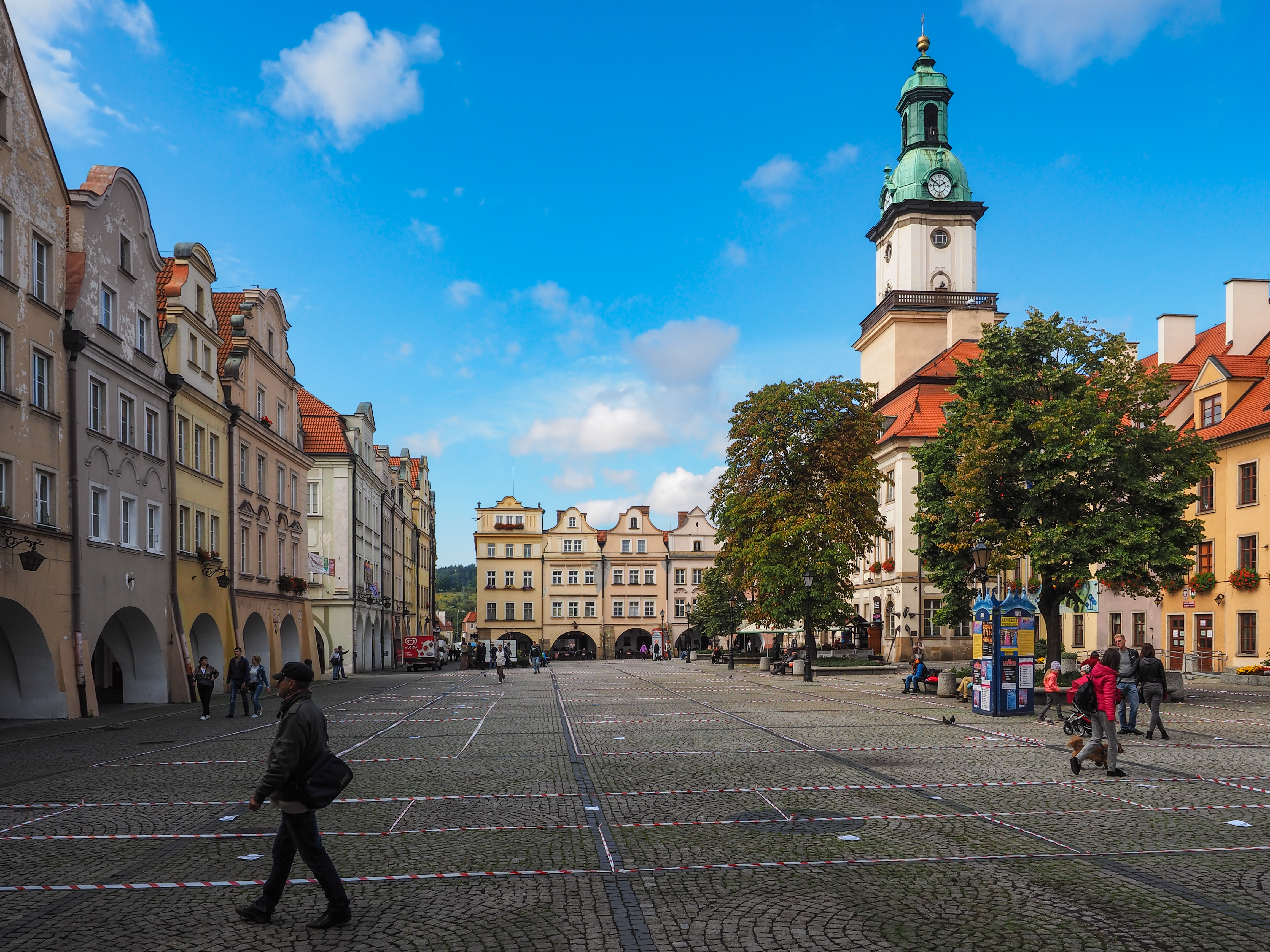
Der Hirschberger Ring (2017)

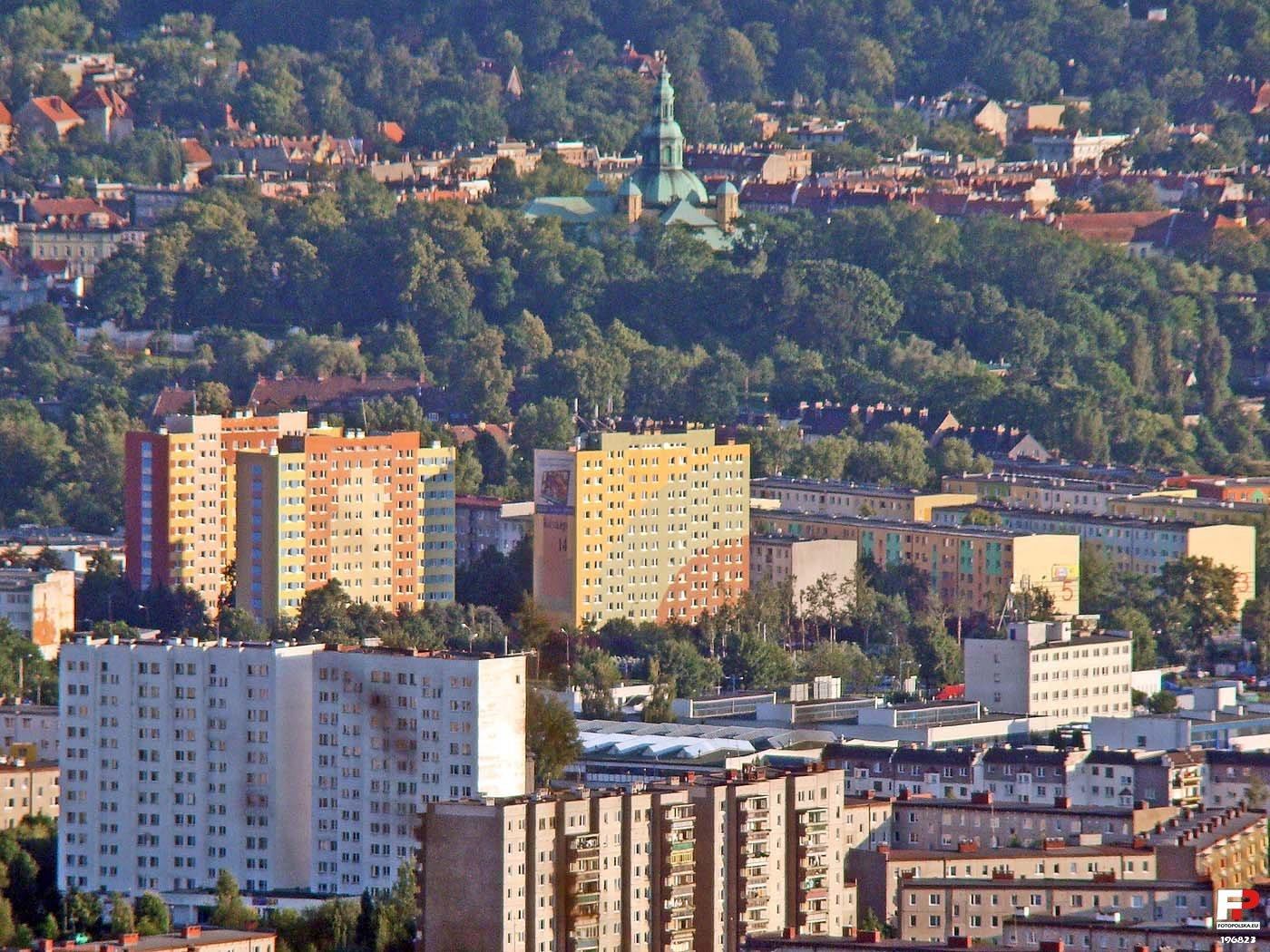
Sozialistischer Wohnungsbau aus den 1960er Jahren in Zabobrze

Gegen Kriegsende wurde Hirschberg im April 1945 von der Roten Armee eingenommen und wenig später von der sowjetischen Besatzungsmacht unter polnische Verwaltung gestellt. Es begann die Zuwanderung polnischer Migranten aus Ostpolen. Der Stadtname wurde als Jelenia Góra ins Polnische übersetzt. Die deutsche Bevölkerung wurde – soweit sie nicht vorher geflohen war – bis auf wenige Ausnahmen vertrieben.
Die Stadt hatte keine Kriegszerstörungen erlitten, gleichwohl wurden zahlreiche Häuser der Altstadt nach 1945 dem Verfall preisgegeben. Nach 1965 erfolgte eine vereinfachte Rekonstruktion der Ringbebauung. 1975 bis 1998 war die Stadt Hauptstadt der Woiwodschaft Jelenia Góra. Die Wirtschaftsuniversität Breslau (Uniwersytet Ekonomiczny we Wrocławiu) betreibt hier eine Außenstelle mit einem Schwerpunkt auf Regionalwirtschaft und Tourismus.

### Einwohnerentwicklung

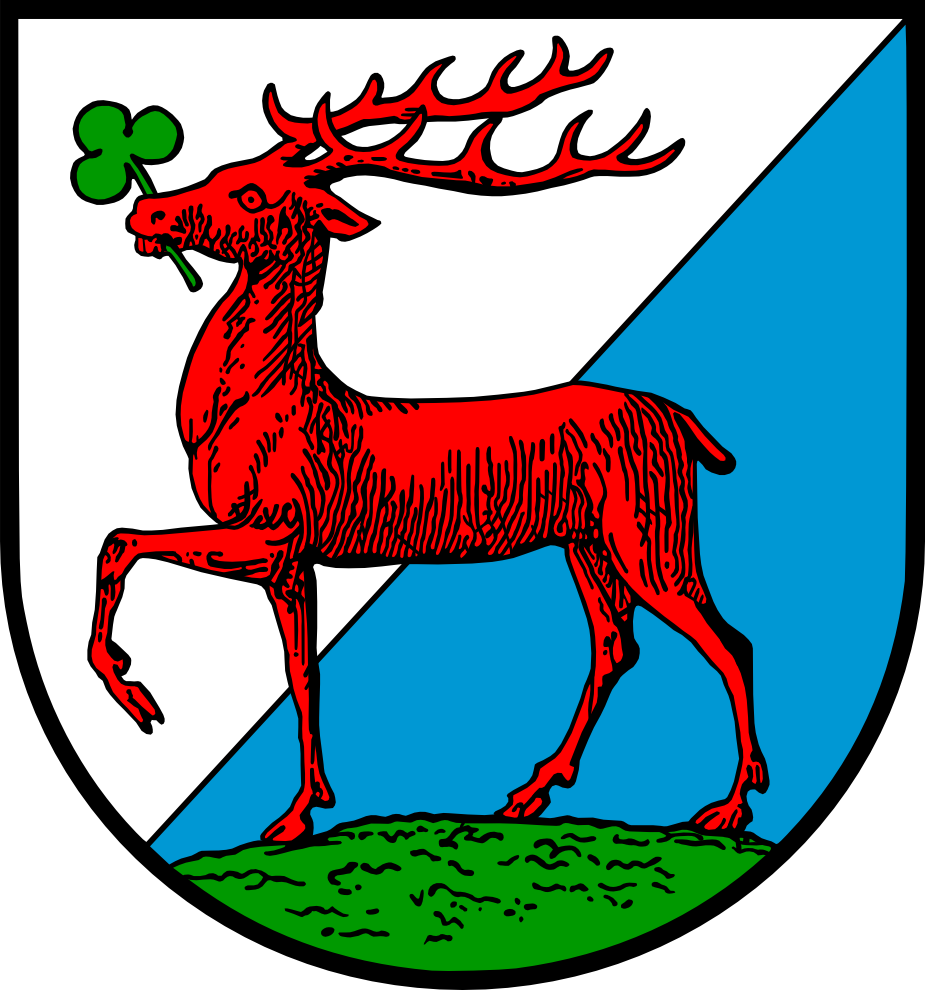
Ehemaliges Wappen von Hirschberg (bis 1945 in Gebrauch)

| Jahr | Einwohner | Anmerkungen |
| ---- | --------- | --- |
| 1787 | 06.295    | |
| 1816 | 06.513    | mit Neugrunau |
| 1825 | 06.184    | davon 5.320 Evangelische, 780 Katholiken, 84 Juden |
| 1840 | 07.144    | davon 6.004 Evangelische und 130 Juden |
| 1867 | 10.464    | am 3. Dezember |
| 1871 | 11.776    | am 1. Dezember, davon 9.007 Evangelische, 2.400 Katholiken, 29 sonstige Christen, 336 Juden, vier Sonstige |
| 1890 | 16.314    | davon 12.206 Evangelische, 3.526 Katholiken und 388 Juden |
| 1900 | 17.865    | mit der Garnison (ein Jägerbataillon Nr. 5), davon 4.118 Katholiken, 335 Juden |
| 1905 | 19.317    | am 1. Dezember, einschließlich aktiver Militärpersonen (666 Mann); davon 14.408 Evangelische (14.389 mit deutscher Muttersprache, drei mit tschechischer Muttersprache, 16 sprechen eine andere Sprache) und 4.455 Katholiken (4.149 mit deutscher Muttersprache, 115 mit tschechischer Muttersprache, 171 sprechen eine andere Sprache, 20 sprechen Deutsch und eine andere Sprache) sowie 124 andere Christen, 328 Juden und zwei Sonstige |
| 1925 | 28.673    | davon 21.993 Evangelische, 5.776 Katholiken, 122 sonstige Christen, 266 Juden |
| 1933 | 30.692    | davon 23.168 Evangelische, 5.860 Katholiken, 66 sonstige Christen, 240 Juden |
| 1939 | 32.764    | davon 23.982 Evangelische, 6.422 Katholiken, 224 sonstige Christen, 70 Juden |

| Jahr | Einwohner | Anmerkungen |
| ---- | --------- | ----------- |
| 1970 | 55.814    |             |
| 1997 | 93.400    | [ 16 ]      |
| 2014 | 81.640    | [ 17 ]      |

## Politik und Verwaltung

### Stadtpräsident
An der Spitze der Stadtverwaltung steht der Stadtpräsident. Von 2010 bis 2018 war dies Marcin Zawiła (PO), der das Amt bereits 1990 bis 1994 innehatte und bei der turnusmäßigen Wahl im Oktober 2018 nicht erneut kandidierte.
Sein Nachfolger wurde Jerzy Łużniak (ebenfalls PO). Die Wahl 2024 führte zu folgendem Ergebnis:
- Jerzy Łużniak (Koalicja Obywatelska) 43,2 % der Stimmen
- Hubert Papaj (Wahlkomitee „Koalition für Jelenia Góra“) 21,2 % der Stimmen
- Anna Korneć-Bartkiewicz (Prawo i Sprawiedliwość) 19,4 % der Stimmen
- Jadwiga Błaszczyk (Trzecia Droga) 10,3 % der Stimmen
- Piotr Paczóski (Lewica) 5,9 % der Stimmen

In der damit notwendig gewordenen Stichwahl konnte sich Łużniak mit 58,9 % der Stimmen gegen Papaj durchsetzen und wurde wiedergewählt.
Die Wahl 2018 führte zu folgendem Ergebnis:
- Jerzy Łużniak (Koalicja Obywatelska) 45,6 % der Stimmen
- Krzysztof Mróz (Prawo i Sprawiedliwość) 23,5 % der Stimmen
- Paweł Gluza (Wahlkomitee „Sozialexperten für Jelenia Góra“) 15,0 % der Stimmen
- Hubert Papaj (Wahlkomitee „Hubert Papaj – Lasst uns die Stadt pflegen“) 14,8 % der Stimmen
- Übrige 1,1 % der Stimmen

In der damit notwendig gewordenen Stichwahl konnte sich Łużniak mit 59,8 % der Stimmen gegen den PiS-Kandidaten Mróz durchsetzen und neuer Stadtpräsident werden.

### Stadtrat
Der Stadtrat umfasst 23 Mitglieder, die direkt gewählt werden. Die Wahl im April 2024 führte zu folgendem Ergebnis:
- Koalicja Obywatelska (KO) 44,8 % der Stimmen, 13 Sitze
- Prawo i Sprawiedliwość (PiS) 23,6 % der Stimmen, 7 Sitze
- Wahlkomitee „Koalition für Jelenia Góra“ 14,2 % der Stimmen, 2 Sitze
- Lewica 9,1 % der Stimmen, kein Sitz
- Trzecia Droga (TD) 8,3 % der Stimmen, 1 Sitz

Die Wahl im Oktober 2018 führte zu folgendem Ergebnis:
- Koalicja Obywatelska (KO) 42,9 % der Stimmen, 12 Sitze
- Prawo i Sprawiedliwość (PiS) 23,9 % der Stimmen, 7 Sitze
- Wahlkomitee „Hubert Papaj – Lasst uns die Stadt pflegen“ 12,2 % der Stimmen, 3 Sitze
- Sojusz Lewicy Demokratycznej (SLD) / Lewica Razem (Razem) 10,9 % der Stimmen, 1 Sitz
- Wahlkomitee „Sozialexperten für Jelenia Góra“ 9,3 % der Stimmen, kein Sitz
- Übrige 0,8  % der Stimmen, kein Sitz

### Wappen
Wappenbeschreibung: In Silber auf grünem Dreiberg ein roter, schwarzgehufter stehender Zwölfender-Hirsch mit einem grün-goldenen stilisierten, dreiblättrigem Kleeblatt im Maul. Es gehört damit zu den Redenden Wappen.
Ein älteres Wappen war schräglinks in Silber und Blau gespalten und der Hirsch war laufend mit einem Kleeblatt im Maul.

### Städtepartnerschaften

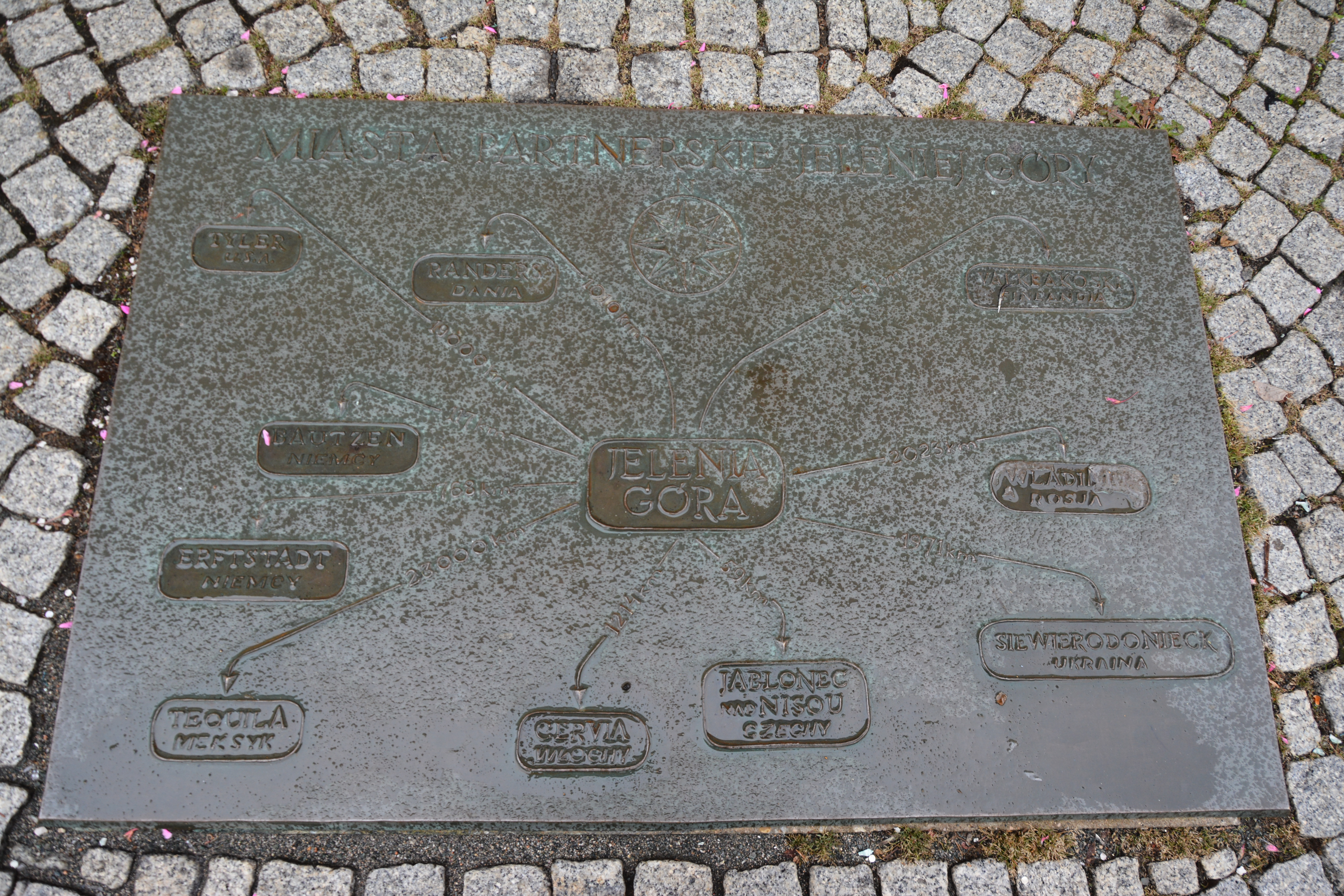
Partnerstädte von Jelenia Góra. Tafel auf dem Rathausplatz

Die Partnerstädte von Jelenia Góra sind (Stand September 2022):
- Bautzen, Deutschland
- Boxberg/O.L., Deutschland
- Cervia, Italien
- Changzhou, China
- Erftstadt, Deutschland
- Heidelberg, Deutschland
- Jablonec nad Nisou, Tschechien
- Randers, Dänemark
- Sjewjerodonezk, Ukraine
- Tequila, Mexiko
- Tyler, USA
- Valkeakoski, Finnland

Ehemalige Partnerstädte:
- Wladimir, Russland (Zusammenarbeit wegen des Russischen Überfalls auf die Ukraine suspendiert)

## Kultur und Sehenswürdigkeiten

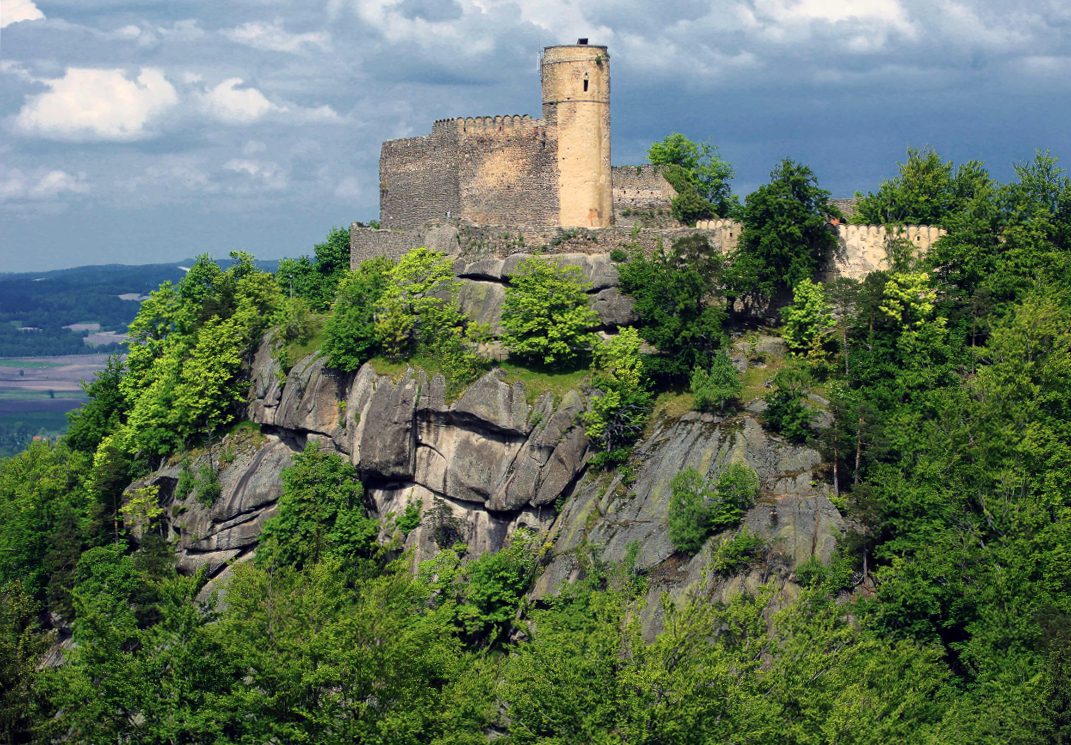
Kynastburg

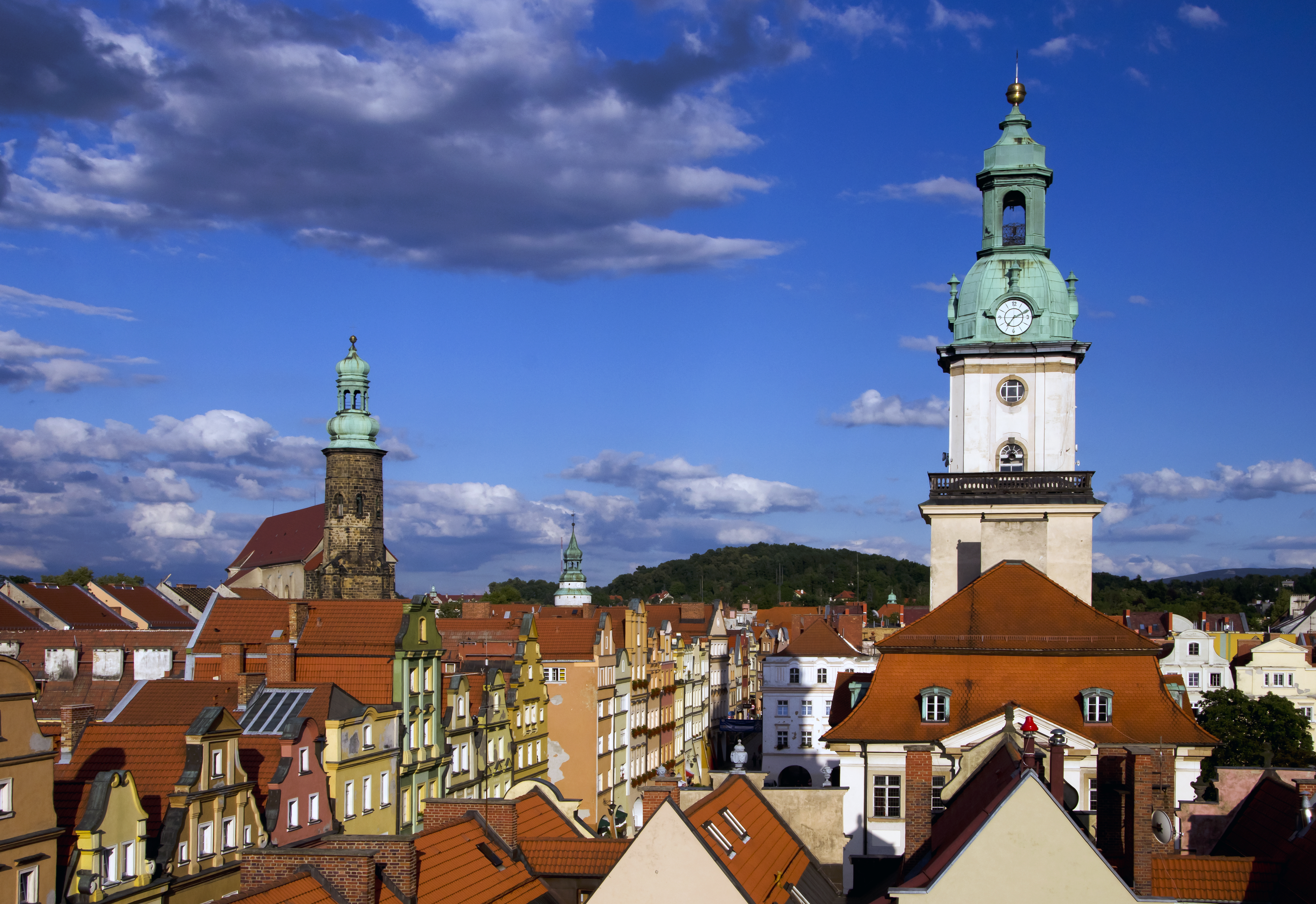
Altstadt mit dem Turm der St.-Erasmus-Kirche (links) und dem Rathausturm (rechts)

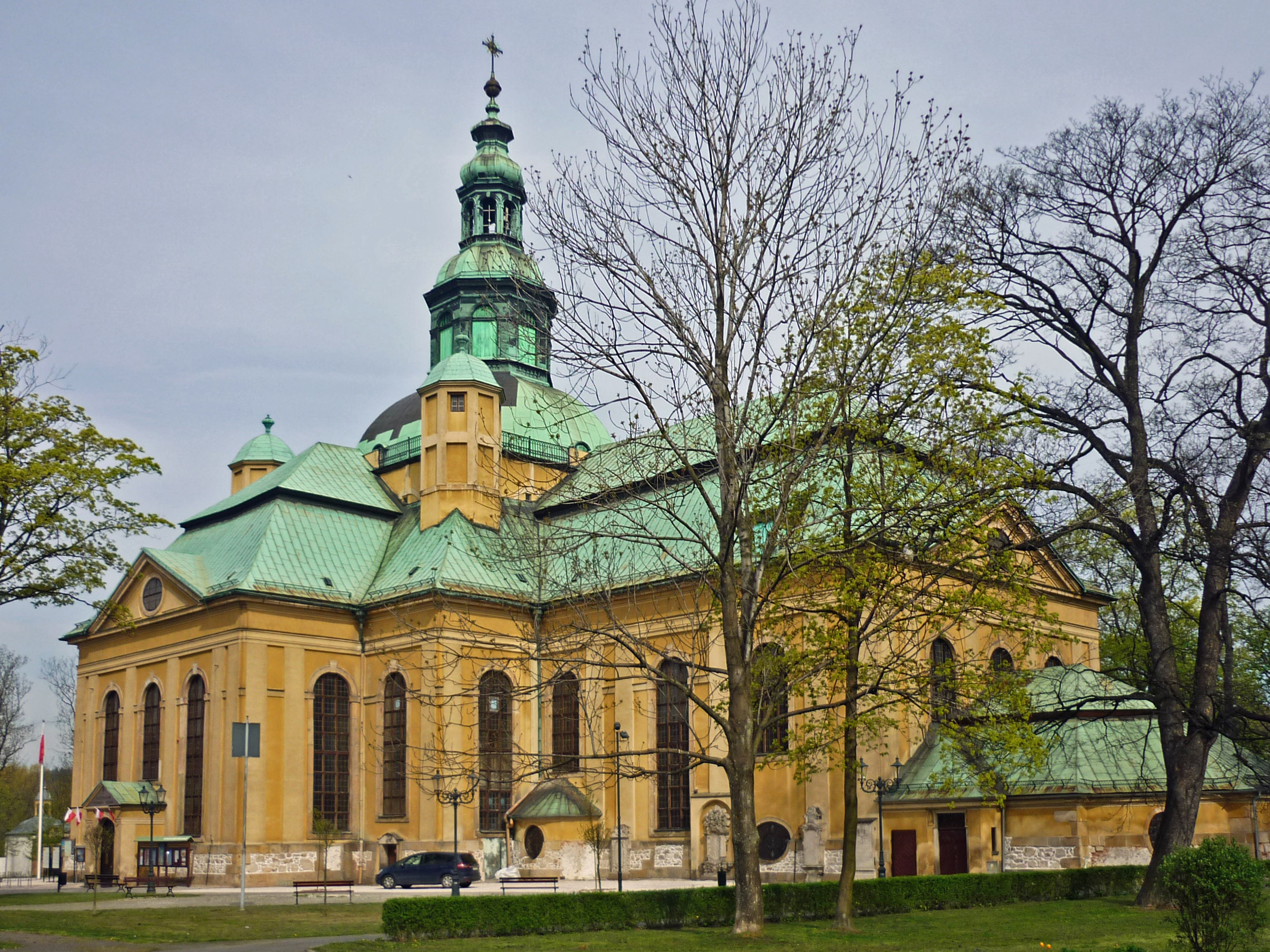
Gnadenkirche

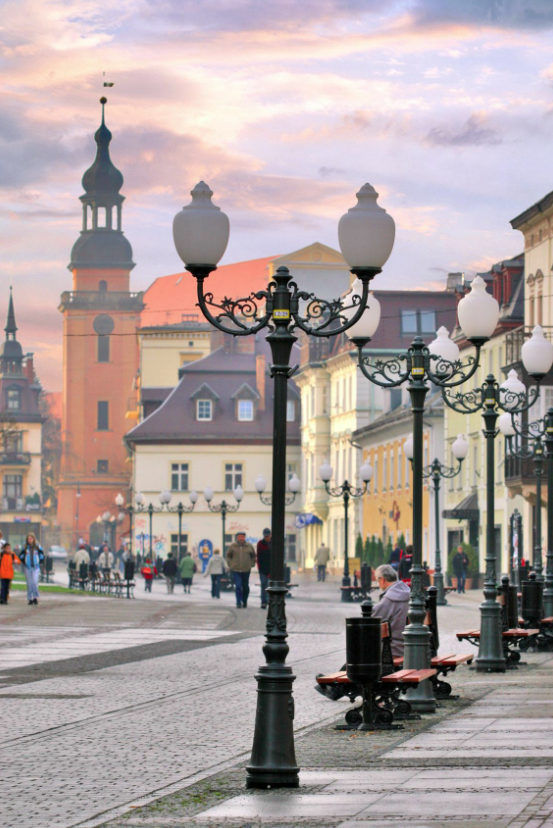
Straßenpartie im Stadtteil Cieplice Śląskie-Zdrój (Bad Warmbrunn)

### Theater
- Stadttheater Hirschberg

### Museen
- Riesengebirgsmuseum Hirschberg (polnisch Muzeum Karkonoskie w Jeleniej Górze), ein Heimat- und Glasmuseum
- Automuseum (polnisch Muzeum Motoryzacji, seit März 2025 vorübergehend geschlossen)
- Militärmuseum (polnisch Muzeum Historii i Militariów)

### Musik
Konzerte finden meist in der Mehrzweckhalle Hala Sportowo Widowiskowa statt.

### Bauwerke
- Die katholische Stadtpfarrkirche St. Erasmus und Pankratius (Kościól par. ŚŚ. Erazma i Pankracego) wurde erstmals 1288 erwähnt und 1303 in Stein neu errichtet. Von 1524 bis 1629 diente sie als evangelisches Gotteshaus. 1662 wurde sie auf Veranlassung der Jesuiten grundlegend renoviert. Die Ausstattung der dreischiffigen Basilika mit Westturm und Zwiebelhelm ist im Wesentlichen barock, so der Hauptaltar, der 1713–1718 von dem Bildhauer Thomas Weisfeldt (1670–1721) aus Oslo und dem Tischler David Hielscher geschaffen wurde, das Hauptaltargemälde stammt vom Glogauer Maler Johann Kretschmer.
- Die Mariensäule neben der Kirche stammt vermutlich ebenfalls von Thomas Weisfeldt, die Statue des böhmischen Landesheiligen Johannes Nepomuk stammt vermutlich von Joseph Anton Lachel.
- Die ehemals evangelische Gnadenkirche zum Heiligen Kreuz (Kościół Św. Krzyża) wurde 1709 bis 1718 nach dem Vorbild der Stockholmer Katharinenkirche errichtet. Um die Kirche befindet sich ein weitläufiger Friedhof, der so genannte Gnadenkirchhof. Er ist von einer Mauer mit 19 Grufthäusern von Patrizierfamilien der 1658 begründeten Hirschberger Kaufmannssozietät umgeben.
- Das Rathaus wurde 1361 erstmals urkundlich erwähnt. Der jetzige Barockbau von Christoph Gottlieb Hedemann stammt aus den Jahren 1744 bis 1747 und ist noch heute Sitz der Stadtverwaltung. Um 1910 wurde das Rathaus mit den benachbarten „Siebenhäusern“ verbunden.
- Die Bürgerhäuser am Ring (Plac Ratuszowy) mit gewölbten Laubengängen aus der Barock- und Rokokozeit wurden nach 1945 dem Verfall preisgegeben und nach 1965 vereinfacht rekonstruiert.  Hier wohnten die reichsten Bürger der Stadt. Je nach ihrer Bestimmung gab es Kürschner-, Tuch-, Garn-, Seildreher-, Weißgerber-, Korn- und Butterlauben.
- Der ehemalige Kaiser-Wilhelm-Turm (Aussichtsturm) von 1911 auf dem Hausberg (375 m) wurde im Jahre 2011 erneuert.
- Ruine der Burg Chojnik (Kynast) im Ortsteil Sobieszów.

### Parks
Im Stadtteil Cieplice Śląskie-Zdrój befinden sich der 1713 angelegte Kurpark und der Norwegische Park mit einzigartigen Skulpturen.

### Sport
Nur ca. 20 km vom Stadtzentrum von Jelenia Góra entfernt finden Wintersportler Skigebiete Nähe Karpacz.

## Wirtschaft und Infrastruktur

### Wirtschaft
In Jelenia Góra produziert die Firma Jelenia Plast.

### Verkehr

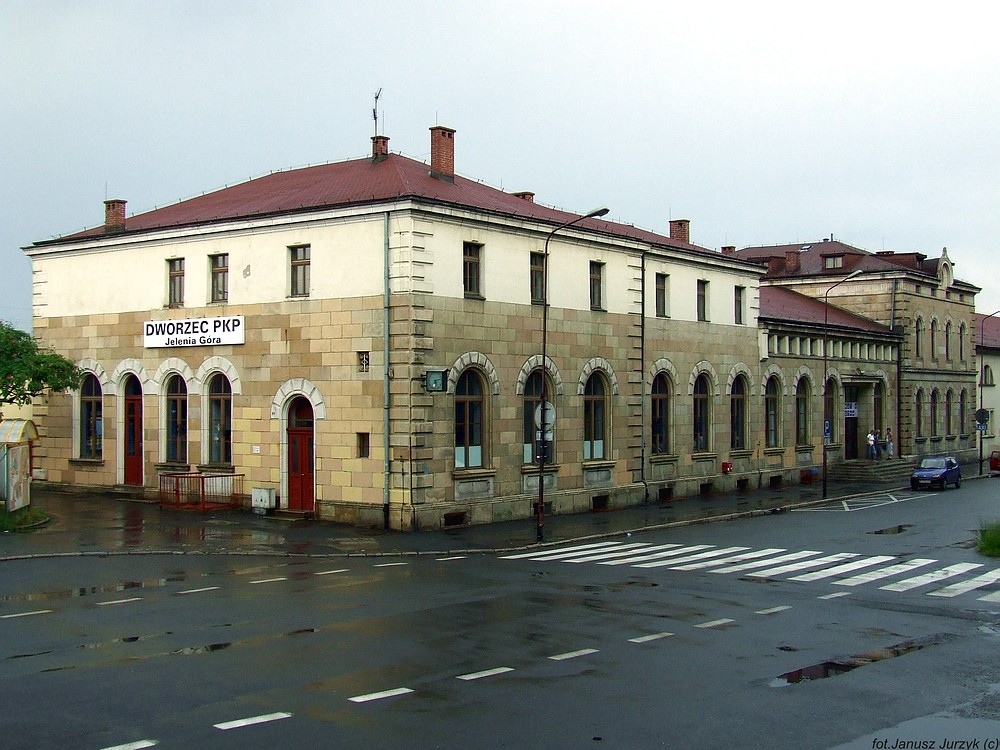
Empfangsgebäude des Bahnhofs

Der am 20. August 1866 eröffnete Bahnhof Jelenia Góra liegt an der Bahnstrecke Wrocław Świebodzki–Zgorzelec. Später kamen die Strecken Kamienna Góra–Jelenia Góra, Jelenia Góra–Kořenov und Bahnstrecke Jelenia Góra–Żagań hinzu.
Die Stadt liegt an der Nationalstraße 3, zudem beginnt dort die Nationalstraße 30. Nächste Autobahnen sind die A4 mit der Anschlussstelle 12-Kostomłoty (Richtung Breslau) und A18 mit der Anschlussstelle 6–Bolesławiec (Richtung Cottbus).

### Medien
Sender Jelenia Góra
1957 wurde in Jelenia Góra in der ul. Sudecka 55 bei 50°53'51" nördlicher Breite und 15° 44'34" östlicher Länge ein Rundfunksender für Mittelwelle eingerichtet, der als Antennenträger bis 1967 einen 47 Meter hohen Holzturm verwendete. Dieser Turm war möglicherweise der einzige nach 1945 für Rundfunksendezwecke in Polen errichtete Holzturm. 1967 wurde der Holzturm durch einen 72 Meter hohen Stahlmast ersetzt. Seit der Einstellung des Mittelwellensendebetriebs 1994 dient dieser Sendemast zur Verbreitung von UKW-Hörfunkprogrammen.

### Bildung
Zu den weiterführende Schulen des sekundären Bildungsbereichs gehören das 1. Liceum Ogólnokształcące und das 2. Liceum Ogólnokształcące. Letzteres ist nach Cyprian Kamil Norwid benannt.
Neben der ortsansässigen Hochschule Karkonoska Akademia Nauk Stosowanych haben auch die Technische Universität Breslau und die Wirtschaftsuniversität Breslau Außenstellen in Jelenia Góra.

## Persönlichkeiten

### Bis 1700
- Pancratius Sommer (14./15. Jahrhundert), fahrender Augenarzt in Schlesien und Böhmen[27]
- Johannes Unglaube (lat.: Frater Johannes Unglaube de Hirschbergk) (* um 1445 in Hirschberg; † um 1520 in Neisse, Fürstentum Neisse), wirkte von 1485 bis 1500 als Johannes VII., Propst und Meister der Kreuzherren mit dem doppelten roten Kreuz zu Neisse, daselbst.
- Pankratius Klemme (~1475–1546), evangelisch-lutherischer Theologe und Reformator von Danzig
- Hieronymus Tilesius (1529–1566), lutherischer Theologe und Reformator
- Valentin Riemer (1582–1635), Rechtswissenschaftler
- David Gregor Corner (1585–1648), Benediktiner, Abt des Stiftes Göttweig 1631–1648
- Thomas Weinrich (1588–1629), lutherischer Theologe
- Gottfried George Joseph Flade von Ehrenschild (* April 1640 in Hirschberg; † 23. März 1689 ebenda), Bürgermeister Hirschbergs (seit 1673) und Kaufmann; durch seine innovativen Geschäftsreisen 1676 und 1682 in die Niederlande, nach Frankreich und England war er einer der Initiatoren des Welthandels mit schlesischen Leinwaren und Schleierleinen durch die Hirschberger Kaufmannssozietät
- Melchior Süßenbach (* 1648 in Lissa; † 7. Juli 1721 in Hirschberg), Arzt und Stadtphysicus von Hirschberg
- Johannes Neunherz (1653–1737), lutherischer Geistlicher und Kirchenlieddichter, war von 1709 bis 1737 Oberpfarrer von Hirschberg, legte den Grundstein für die Gnadenkirche
- Johann Gottfried Glafey (Glaffein), (* 16. Oktober 1656 in Breslau; † 24. November 1720 in Hirschberg); Gutsbesitzer; Kaufmann und Mäzen Hirschbergs und der evangelischen Gnadenkirche
- Christian Mentzel (Hirschberg)[28][29][30][31] (* 9. September 1667 in Hirschberg; † 23. Februar 1748 ebenda), der reichste und bekannteste der Hirschberger Kaufleute, Gutsbesitzer, Mäzen seiner Heimatstadt Hirschberg und der evangelischen Gnadenkirche
- George Gottlieb Köhler von Mohrenfeld (1675–1748), Hirschberger Arzt und Edelmann
- Christian Michael Adolph(i)[32] (1676–1753); Arzt, Medizinwissenschaftler sowie sachsen-naumburgischer Leib-Medicus
- Daniel von Buchs (* 10. Dezember 1676; † Hirschberg, 14. Juli 1735); geadelter Gutsbesitzer; Kaufmann und Mäzen Hirschbergs und der evangelischen Gnadenkirche
- Martin Frantz (1679–1742), Baumeister und Architekt, u. a. der Hirschberger Gnadenkirche
- Gottlob Adolph (1685–1745), Pfarrer an der Hirschberger Gnadenkirche; er wurde beim Predigen auf der Kanzel vom Blitz erschlagen
- Johann Martin Gottfried (* 13. Februar 1685 in Großenhain/Sachsen; † 26. Juli 1737 in Hirschberg); Kaufmann; Mäzen Hirschbergs und der evangelischen Gnadenkirche
- Adam Christian Thebesius (1686–1732), Arzt, Medizinwissenschaftler und Hirschberger Stadtphysicus
- Friedrich Wilhelm Winckler[33] (* 4. August 1693 in Leipzig; † 27. Februar 1742 in Hirschberg), stammte aus dem Leipziger Patriziergeschlecht der Wincklers, Gutsbesitzer, Kaufmann und Mäzen Hirschbergs und der evangelischen Gnadenkirche
- Joseph Anton Jentsch[34] (1698–1758), Baumeister
- Conrad Streit (* wohl um 1700; † 1772); Kaufmann und Mäzen Hirschbergs; Großvater von Karl Konrad Streit[35]

### 1701–1900
- Jonathan Krause (1701–1762), evangelischer Theologe und Kirchenliederdichter
- Johann Balthasar Reimann (1702–1747/49), Kantor, Organist und Komponist
- Kaspar Gottlieb Lindner (1705–1769), Lyriker, Opitz-Biograf, Arzt und Ratsherr in Hirschberg
- Philipp Gotthard Graf von Schaffgotsch (1716–1795), Fürstbischof von Breslau und bedeutender Förderer der Musik
- Johann Ehrenfried Thebesius (1717–1758), Arzt, Medizinwissenschaftler und Autor
- Jeremias Benjamin Richter (1762–1807), Chemiker, Begründer der Stöchiometrie
- Christian Jakob Salice-Contessa (1767–1825), Großkaufmann, Kommunalpolitiker und romantischer Schriftsteller
- Karl Wilhelm Salice-Contessa (1777–1825), Dichter
- Carl Friedrich Ferdinand Buckow (1801–1864), Orgelbauer
- Karl Friedrich Wilhelm Wander (1803–1879), Pädagoge und Sprichwortsammler
- Rudolf von Stillfried-Rattonitz (1804–1882), Hofbeamter, Historiker und Heraldiker
- Gustav Wilhelm Körber (1817–1885), Botaniker
- Ottilie Bach (1836–1905), Schriftstellerin
- Georg Jungfer (1845–1919), Reichstagsabgeordneter und Ehrenbürger
- Guido von Matuschka-Greiffenclau (1847–1924), Verwaltungsbeamter, Hofbeamter und Gutsbesitzer
- Maximilian Schwedler (1853–1940), Flötist
- Victor Karl Lindner (1856–1930), Architekt
- Karl Arthur Hartung (1859–1936), Oberbürgermeister von Hirschberg
- Heinrich Lee, geborener Landsberger (1862–1919), Schriftsteller
- Hermann Hoppe (1865–1921), Goldschmied und Schriftsteller
- Max Fiedler (1868–1924), Lehrer, Kantor der Gnadenkirche, Komponist
- Felix Philipp (1868–1933), Gewerkschafter und sozialdemokratischer Politiker
- Fritz Warmuth (1870–1937), Politiker der Freikonservativen Partei und der Deutschnationalen Volkspartei, Mitglied des Reichstages
- Georg de Lalande (1872–1914), Architekt, Königlicher Baurat
- Walter Guttmann (1873–1941), Militärarzt, Verfasser medizinischer Schriften und Bücher
- Paul Brühl (1876–1950), Politiker (SPD, USPD), Reichstagsabgeordneter
- Walter Fraenkel (1879–1945), deutscher Physiko-Chemiker und Hochschullehrer
- Alexander Zweig (1881–1934), von der SS ermordeter jüdischer Arzt
- Friedrich Karmann (1885–1939), Offizier, zuletzt General der Infanterie und Chef des Heeresverwaltungsamtes
- Walter Schwarz (1886–1957), deutscher Pfarrer, Oberkonsistorialrat und Direktor des Evangelischen Preßverbandes für Deutschland
- Hans Bonnet (1887–1972), Ägyptologe
- Georg Heym (1887–1912), Schriftsteller und Vertreter des frühen Expressionismus
- Guido Wünsch (1887–1955), Ingenieur
- Dietrich Niebuhr (1888–1963), Marineoffizier und Diplomat
- Franz Ledermann (1889–1943), Rechtsanwalt, NS-Opfer
- Günther Grundmann (1892–1976), Kunsthistoriker
- Walter Blume (1896–1964), Jagdflieger und Flugzeugkonstrukteur
- Kurt Schneider (1900–1988), Marathonläufer

### Ab 1901
- Werner Schmauch (1905–1964), evangelischer Theologe, Hochschullehrer für Neues Testament und Dekan
- Hanna Reitsch[36] (1912–1979), bekannte Fliegerin
- Gerd Schreiber (1914–2004), Flottillenadmiral
- Udo Hein (1914–1971), Jurist und Politiker
- Ce Shaozen (1914–1995), chinesischer Schriftsteller, besuchte von 1930 bis 1934 das deutschsprachige Gymnasium Hirschberg
- Rudolf Kirchner (1919–1984), Gewerkschaftsfunktionär, Mitglied der Volkskammer der DDR
- Siegfried Fiedler (1922–1999), Offizier, Militärschriftsteller und Heereskundler
- Wolfgang Schrade (1924–2010), Flottillenadmiral der Bundesmarine, Autor maritimer und geophysikalischer Thematik
- Erle Bach (1927–1996), eigentlich Hanna-Barbara Strehblow (geb. Rauthe), Schriftstellerin und Mundartdichterin, Gründerin des Arbeitskreises Archiv für schlesische Mundart (Wangen im Allgäu)
- Ernst Augustin (1927–2019), Schriftsteller
- Karl Heinz Türk (1928–2001), Maler, Bildhauer und Grafiker
- Siegbert Amler (1929–2019), Bildhauer und Graphiker
- Reinhard Mende (1930–2012), Pressefotograf
- Manfred Moch (1930–2011), Jazz- und Unterhaltungsmusiker
- Claus Bergener (1932–2018), Brigadegeneral des Heeres der Bundeswehr
- Manfred Ebel (* 1932–1999), Politiker (CDU)
- Ingo Potrykus (* 1933), Biologe
- Thomas Dieterich (1934–2016), Jurist und Bundesrichter
- Dieter Pohl (1934–2020), Heimatforscher und Ingenieur
- Ludolf Herrmann (1936–1986), Journalist und Chefredakteur
- Norbert Rücker (1936–2016), Jurist und Kommunalpolitiker
- Jürgen Kross (1937–2019), Lyriker
- Detlef Lorenz (1938–2019), kulturhistorischer Forscher und Autor
- Ferdinand Fellmann (1939–2019), Philosoph
- Bernd Seidensticker (* 1939), Altphilologe
- Gerd Wolter (* 1939), Ruderer, 1962 Weltmeister im Vierer ohne Steuermann
- Einhart Lorenz (* 1940), norwegischer Geschichtswissenschaftler und Hochschullehrer deutschen Ursprungs
- Reiner Schwarz (* 1940), Maler, Lithograf und Zeichner
- Dieter Katte (1941–2016), Geistlicher, Homiletiker und Publizist
- Thomas Walde (1941–2022), deutscher Journalist und Programmdirektor
- Ralf Jandl (* 1942), Dichter und Satiriker unter dem Pseudonym Karl Napf
- Armin Nentwig (* 1943), Politiker (SPD), Landrat des Landkreises Amberg-Sulzbach von 2002 bis 2008
- Manfred T. Reetz (* 1943), Chemiker
- Uwe Brandt (1944–1997), Physiker und Hochschullehrer
- Friedrich Carl Janssen (* 1944), Banker
- Stefanie Kemper (* 1944), Lehrerin, Schriftstellerin und Lyrikerin
- Michael Stiller (1945–2016), Journalist
- Sławomir Czarnecki (* 1949), Komponist und Musikpädagoge
- Ryszard Skowronek (* 1949), Leichtathlet
- Ryszard Zając (* 1951), Bildhauer und Musiker
- Marcin Zawiła (* 1958), Politiker, Sejm-Abgeordneter
- Paweł Hause (* 1964), lutherischer Theologe und Bischof der Diözese Masuren
- Waldemar Glinka (* 1968), Langstreckenläufer
- Sylwia Bogacka (* 1981), Sportschützin
- Prasqual (* 1981), Komponist
- Agnieszka Cyl (* 1984), Biathletin
- Maciej Kurowski (* 1986), Rennrodler

## Sagen
In Hirschberg spielt die Rübezahl-Sage Rübezahl als Holzhauer. Nach der Sage lebte im Ort ein geiziger Bäcker, der die Not der ihm Holz liefernden Bauern ausnutzte. Rübezahl bot dem Bäcker an, ihm für eine Hucke Holz die von einem Bauern gerade erworbene große Menge Holz zu hauen. Der Bäcker willigte ein. Rübezahl zog daraufhin sein eigenes linkes Bein aus der Hüfte und hackte damit das Holz rasend kurz und klein und lud sich schließlich die gesamte Holzmenge auf. Das Holz warf er beim Hof des Bauern ab. Der schockierte Bäcker nutzte fortan die Bauern nicht mehr aus.